# Marcus Miller
Marcus Miller (Nueva York, 14 de junio de 1959) es un músico, compositor y productor de jazz.
Sus trabajos más conocidos son como bajista en conjunto con Miles Davis, Luther Vandross y David Sanborn. Se destaca enormemente como bajista.

## Biografía
Marcus Miller nació en Brooklyn (Nueva York) en 1959. Se educó en el seno de una gran familia musical, dado que su padre era organista en la iglesia y director del coro, circunstancia que le influyó mucho desde muy temprana edad, mostrando una precoz afinidad por todo tipo de músicas. Con 13 años tocaba con habilidad el clarinete, el piano y el bajo, y daba sus primeros pasos en la composición. Se inclinó por el bajo eléctrico y a los 15 años ya trabajaba de manera regular por los club de Nueva York en varios grupos. 
Marcus Miller pasó los siguientes años muy solicitado como músico de sesión en los estudios de grabación de Nueva York, trabajando con Aretha Franklin, Roberta Flack, Grover Washington Jr., Bob James y David Sanborn, entre algunos otros. En 1981 se unió a la banda del que era su ídolo desde la infancia, el trompetista Miles Davis, con quien permaneció dos años. Marcus alternaba la producción discográfica con las actuaciones en directo con diferentes artistas y con "The Jamaica Boys", banda de R&B que co-lideró un par de años, grabando dos discos con ellos. En aquella época, dedicaba toda su atención a la producción discográfica, siendo su primera gran producción el álbum "Voyeur" para David Sanborn, en 1980, que le mereció a este un premio Grammy, comenzando así una estrecha y duradera colaboración entre ambos músicos que continuó con la producción, años más tarde, de otros álbum de gran éxito: "Close Up" (Reprise, 1988); "Upfront" (Elektra, 1992); e "Inside" (Elektra, 1999), ganador de otro Grammy en el año 2000. 
En 1986, Marcus Miller volvió a colaborar con Miles Davis, produciéndole el extraordinario álbum "Tutu", uno de los discos emblemáticos de la etapa eléctrica de Miles. Después de muchos años de trabajar como productor y músico de sesión, Miller publicó en 1993 su primer álbum a su nombre titulado "The Sun Don’t Lie", con una regular acogida. Sin embargo, al año siguiente se resarciría publicando "Tales", un paisaje colorista de la evolución de la música negra. En 1997 publicó para GRP el directo "Live And More", un concierto extraordinario, y en la entrada del tercer milenio, sacó a la luz su álbum "M2" (JVC Japan, 2001).
En los últimos años, Miller ha ocupado su tiempo profesional en la composición de música para el cine. Suyas han sido las bandas sonoras de las películas "House Party" y "Boomerang", con Eddie Murphy; "Siesta", con Ellen Barkin; "Ladies Man", con Tim Meadows y "The Brothers", con Morris Chestnut y D.L. Hughley. También compuso y produjo la exitosa canción "Old School Da Butt" para la banda sonora del film "School Daze", del excelente director Spike Lee. Marcus Miller continua en la actualidad su incesante tarea de acercarnos a la música jazz, con los sorprendentes sonidos de su bajo eléctrico.
En 2007, ha presentado "Thunder" junto con otros dos bajistas: Victor Wooten y Stanley Clarke. Los tres iniciaron en 2008 una gira que comenzó en EE. UU. y finalizó el 31 de octubre en Almería (España).
En el 2009, colaboró en el nuevo disco del guitarrista italiano Flavio Sala, tocando en el tema que da nombre al álbum, De La Buena Onda, junto a Jorge Pardo, Toninho Horta y Cliff Almond.

## Discografía
Periodo Solista (1982 - presente)
- 1983 - Suddenly
- 1984 - Marcus Miller
- 1993 - The Sun Don't Lie
- 1995 - Tales
- 1998 - Live & More
- 2000 - Best Of '82-'96'
- 2001 - M²
- 2002 - The Ozell Tapes
- 2005 - Silver Rain
- 2007 - free
- 2008 - Marcus
- 2012 - Renaissance
- 2015 - Afrodeezia
- 2019 - Laid Black

En conjunto con David Sanborn (1975-2000)
- 1977 - Lovesongs
- 1980 - Hideaway
- 1980 - Voyeur
- 1981 - As We Speak
- 1982 - Backstreet
- 1984 - Straight To The Heart
- 1987 - Change Of Heart
- 1988 - Close-Up
- 1991 - Another Hand
- 1992 - Upfront
- 1994 - Hearsay
- 1995 - Pearls
- 1996 - Songs From The Night Before
- 1999 - Inside

En conjunto con Miles Davis (1980-1990)
- 1981 - The Man with the Horn
- 1981 - We Want Miles
- 1982 - Star People
- 1986 - Tutu
- 1987 - Music From Siesta
- 1989 - Amandla

En la banda The Jamaica Boys (1986-1990)
- 1987 - Self-Titled
- 1989 - J. Boys

Otras participaciones
- 1980 Jorge Porcel - Puro Corazón - Epic
- 1980 Grover Washington, Jr- Winelight Elektra''
- 1984 Jean Michel Jarre - Zoolook
- 2007 Stanley Clarke, Victor Wooten, Marcus Miller (S.M.V.) - Thunder

Donald Fagen - The Nightfly